# Гилмор, Чарльз
Чарльз Уитни Гилмор (англ. Charles Whitney Gilmore; 11 марта 1874, Павиллион, штат Нью-Йорк — 27 сентября 1945, Нью-Йорк) — американский палеонтолог, получивший известность в начале XX века за работы о позвоночных окаменелостях, выполненные в Национальном музее Соединённых Штатов (ныне Национальный музей естественной истории). Гилмор дал таксономические описания многих динозавров Северной Америки и Монголии: Alamosaurus, Alectrosaurus, Archaeornithomimus, Bactrosaurus, Brachyceratops, Chirostenotes, Mongolosaurus, Parrosaurus, Pinacosaurus, Styracosaurus и Thescelosaurus.

## Научная карьера
В 1901 году, будучи сотрудником Музея естественной истории Карнеги, Гилмор обнаружил скелет молодого завропода, который в следующем году был классифицирован как апатозавр. 
В 1903 году Гилмор перешёл на работу в Национальный музей Соединенных Штатов Национальный музей (ныне Национальный музей естественной истории), входивший в Смитсоновский институт. Его первым заданием стал разбор обширной коллекции Отниела Марша, собранную во время Костяных войн; ископаемые были переданы из нового Музея естественной истории Пибоди (Йельский университет), когда места в небольшом хранилище музея стало недостаточно.
В том же году Гилмор вместе с помощником-препаратором Норманом Боссом, который позже стал главным препаратором музея, собрал полный скелет эдмонтозавра. Вскоре им удалось восстановить первый в мире вертикальный скелет трицератопса, который был открыт публике в 1905 году. В мае 1907 года Гилмор возглавил экспедицию на Аляску, задачей которой был поиск окаменелостей позвоночных плейстоцена. В 1908 году Гилмор получил должность хранителем ископаемых рептилий и поселился в районе Парк-Вью.
В 1923 году Гилмор и обнаружили в штате Юта окаменелые остатки Diplodocus longus. Под руководством Гилмора этот скелет был воссоздан и представлен в экспозиции Национального музея естественной истории в 1931 году. На следующие 20 лет 21-метровый динозавр сталь наиболее популярным экспонатом. В 1924 году Гилмор получил очередное повышение и стал куратором палеонтологии позвоночных.
Во время пребывания на посту куратора Гилмор организовал шестнадцать экспедиций для сбора окаменелостей позвоночных. Большая часть работ проводилась в штатах Юта и Вайоминг. Однако раскопки также велись в Монтане: они начались на формации Ту-Медисин в 1913 году, после чего Гилмор возвращался сюда в 1928 и 1935 годах.
Как куратор, Гилмор часто получал запросы на идентификацию окаменелостей, доставленных в музей обычными гражданами. В 1938 году он исследовал окаменелые зубы, обнаруженные на известняковом карьере, и определили их как редкие окаменелости тапира, медведя и американского льва, живших в плейстоцене.
Гилмор активно публиковался. Его перу принадлежит 170 научных работ, включая исследования по остеологии апатозавра, камптозавра, а также других плотоядных и панцирных динозавров. Помимо таксономического описания динозавров Гилмор выпустил несколько монографий, в том числе о стегозавре в 1914 году, о хищных динозаврах в 1920 году, обзор апатозавра в 1936 году. В 1925 году он опубликовал углублённое исследование молодого камаразавра из музея Карнеги.
Гилмор ушёл из Смитсоновского института в 1945 году и 27 сентября того же года скончался. Он был похоронен на Арлингтонском национальном кладбище.
В честь Гилмора названы следующие таксоны:
- Gilmoremys (вымершая мягкотелая черепаха, описанная в 2011 году);
- Shuangmiaosaurus gilmorei (травоядный динозавр, описанный в 2003 году);
- Richardoestesia gilmorei (вид целурозавров, описанный в 1990 году);
- Gilmoreosaurus (предположительный род динозавров, описанный в 1979 году).

## Избранные труды
- 1908. Smithsonian exploration in Alaska in 1907 in search of Pleistocene fossil vertebrates.
- 1909. A new rhynchocephalian reptile from the Jurassic of Wyoming, with notes on the fauna of "Quarry 9".
- 1909. Osteology of the jurassic reptile Camptosaurus: with a revision of the species of the genus, and description of two new species.
- 1914. Osteology of the armored Dinosauria in the United States National museum : with special reference to the genus Stegosaurus.
- 1914. A new ceratopsian dinosaur from the Upper Cretaceous of Montana, with a note on Hypacrosaurus.
- 1915. Osteology of Thescelosaurus, an orthopodus dinosaur from the Lance Formation of Wyoming.
- 1916. The fossil turtles of the Uinta formation.
- 1917. Brachyceratops, a ceratopsian dinosaur from the Two Medicine formation of Montana, with notes on associated fossil reptiles.
- 1919. Reptilian faunas of the Torrejon, Puerco, and underlying Upper Cretaceous formations of San Juan County, New Mexico.
- 1920. Osteology of the carnivorous Dinosauria in the United States National museum, with special reference to the genera Antrodemus (Allosaurus) and Ceratosaurus.
- 1921. The fauna of the Arundel formation of Maryland.
- 1922. "A new description of Saniwa ensidens Leidy, an extinct varanid lizard from Wyoming.
- 1924. On the genus Stephanosaurus, with a description of the type specimen of Lambeosaurus lambei.
- 1924. A new coelurid dinosaur from the Belly River Cretaceous of Alberta.
- 1930. Cold-blooded vertebrates. Parts II and III: Amphibians and Reptiles. (совместно с Сэмьюэлом Хильдебюрандом и Дорис Кокран).
- 1933. On the dinosaurian fauna of the Iren Dabasu Formation.
- 1933. Two new dinosaurian reptiles from Mongolia with notes on some fragmentary specimens.
- 1938. Fossil snakes of North America.
- 1939. A review of recent progress in reptilian paleontology.
- 1945. A new Eocene lizard from Wyoming совместно с (Гленном Лауэллом Джепсеном).
- 1945. A new sauropod dinosaur from the Upper Cretaceous of Missouri (совместно с Дэном Стюартом).
- 1946. A new crocodilian from the Eocene of Utah (published posthumously).